# Saison 2 des Aventures de Sinbad
Chronologie
Saison 1
Cet article présente les vingt-deux épisodes de la deuxième saison de la série télévisée canadienne Les Aventures de Sinbad (The Adventures of Sinbad).

## Distribution

### Acteurs principaux
- Zen Gesner : Sinbad
- George Buza (en) : Doubar
- Tim Progosh (en) : Firouz
- Oris Erhuero : Rongar
- Mariah Shirley : Bryn

## Diffusion
- Au Canada, la seconde saison a été diffusée du 22 septembre 1997 au 24 mai 1998 sur le réseau Global.
- En France, la seconde saison a été diffusée du 27 janvier au 1er mai 2001 sur M6. Les épisodes restant inédits ont été diffusés à partir du 25 octobre jusqu'au 5 novembre 2007 sur NRJ 12.

## Épisodes

### Épisode 1:La Colère du monstre
- Canada : 22 septembre 1997 sur Global
- France : 27 janvier 2001 sur M6

- Kevin Smith (Le guerrier)

### Épisode 2:Sinbad contre les sept démons
- Canada : 11 octobre 1997 sur Global
- France : 3 février 2001 sur M6

- Von Flores (Tetsu)
- Clive Scott (Midir)
- Nicola Hanekom (Donella)

### Épisode 3:Un cœur contre l'éternité
- Canada : 19 octobre 1997 sur Global
- France : 10 février 2001 sur M6

- Paryse Allen (Marissa)
- Michelle Bergers (Kalilah)
- Rowan Dickinson (M'Bardi)
- Neil Johnson (Niktu)
- Blanca Reznikov (Delia)
- Gerard Rudolph (Comte Orlock)

### Épisode 4:Le Voyage en enfer
- Canada : 26 octobre 1997 sur Global
- France : 17 février 2001 sur M6

- Sean Cameron Michael (Timur jeune)
- Terry Norton (Methana)
- John Stead (Le chef du village)

### Épisode 5:Ali Rashid et les voleurs
- Canada : 2 novembre 1997 sur Global
- France : 24 février 2001 sur M6

- Bianca Amato (Shires)
- Hakeem Kae-Kazim (Ali Rashid)

### Épisode 6:Le Cadeau
- Canada : 9 novembre 1997 sur Global
- France : 17 mars 2001 sur M6

- Graham Clarke (Jared)
- Catriona Andrew (Fallon)
- Debbie Rivett (Ellice)
- Glen Fisher (Kareem)
- Julie Hartley (Kaitlin)
- Patrick Lyster (Aidan)
- Peter Grummeck (Zeiken)

### Épisode 7:La Malédiction des gorgones
- Canada : 16 novembre 1997 sur Global
- France : 3 mars 2001 sur M6

- John Springett (Tane)
- Bonita Wolmarans (Eurayle)
- Lee-Anne Liebenberg (Ollo)
- Lynita Crafford (Coria)
- Nigel Sweet (Masra)
- Ric Rogers (Knarlic)
- Robert Dellport (Lutt)
- Tandi Buchan (Méduse)
- Ursula Venter (Stheno)

### Épisode 8:La Pleine Lune de Bassora
- Canada : 23 novembre 1997 sur Global
- France : 24 mars 2001 sur M6

- Andre Jacobs (Albetta)
- Keith Greenville (Mal)
- Nick Boraine (Kullu)

### Épisode 9:Uruk
- Canada : 30 novembre 1997 sur Global
- France : 31 mars 2001 sur M6

- Gary Robbins (Uruk)
- Greg Latter (Hooshang)
- James Ryan (Kumar)

### Épisode 10:Les Passagers
- Canada : 21 décembre 1997 sur Global
- France : 7 avril 2001 sur M6

- Peter Butler (Ateeb)
- Kaz Abrahams (Masari)
- Michele Van Schalkwyk (Ria)
- Ursula Venter (Mara)

### Épisode 11:Une lumière tombée du ciel
- Canada : 28 décembre 1997 sur Global
- France : 10 mars 2001 sur M6

- Graham Weir (Ruane)
- Cindy Farrelly Gesner (La femme)
- Harry Fin Gesner (Le bébé)
- Lindsay Reardon (Jefscut)

### Épisode 12:Le Livre des druides
- Canada : 4 janvier 1998 sur Global
- France : 14 avril 2001 sur M6

- Michelle Meyer (M'Ling)
- David Sherwood (Adobi)
- Janet Stignant (Gianna)
- Iain Winter-Smith (Agrament)

### Épisode 13:Une étrange épidémie
- Canada : 25 janvier 1998 sur Global
- France : 21 avril 2001 sur M6

- Kevin Jubinville (Carga)
- Hanli Rolfes (Velda)
- Mike Huff (Borell)

### Épisode 14:L'Impératrice éternelle
- Canada : 8 février 1998 sur Global
- France : 25 octobre 2007 sur NRJ 12

- Brian O'Shaughnessy (Kasha)
- Dan Pawlick (Bakbuk)
- Gerald Rudolph (Caricol)

### Épisode 15:Le Prince et les Pirates
- Canada : 15 février 1998 sur Global
- France : 1er mai 2001 sur M6

- Anthony Bishop (Tang)
- Douglas O'Keeffe (Von)
- Frank Opperman (Matsue)
- Kevin Otto (Ahmad)
- Maurice Podbrey (Fin)

### Épisode 16:La Légende du Griffon
- Canada : 22 février 1998 sur Global
- France : 26 octobre 2007 sur NRJ 12

- Peter Krummeck (Torrid)
- Anthony DeLongis (Malek)
- Adrian Galley (Le cavalier)
- Candicé Hillebrand (Deanna)

### Épisode 17:Une créature dans la nuit
- Canada : 1er mars 1998 sur Global
- France : 29 octobre 2007 sur NRJ 12

- Jamie McKnight (Mutaro)
- Gavin Van Der Bergh (Nesher)

### Épisode 18:La Route de la justice
- Canada : 8 mars 1998 sur Global
- France : 30 octobre 2007 sur NRJ 12

- Gabriella Cirillo (Dara)
- Richard Comar (Veedon)
- Jonathan Pienaar (Le Sultan)

### Épisode 19:Sinbad et les fourmis géantes
- Canada : 27 avril 1998 sur Global
- France : 31 octobre 2007 sur NRJ 12

- Katie Griffin (Taryn)
- Sean Taylor (Père de Taryn)
- Danny Keogh (Naaupo)

### Épisode 20:Le Minotaure
- Canada : 3 mai 1998 sur Global
- France : 1er novembre 2007 sur NRJ 12

- Michelle Douglas (Amphitrite)
- Toni Mitchell (Iyt)
- Jan Neethling (La femme)
- Markus Parillo (Garrick)
- Adam Pike (Shwind)
- Robin Stapler (Ula)
- David Thomas (Atari)

### Épisode 21:Les Anneaux d'harmonie
- Canada : 17 mai 1998 sur Global
- France : 2 novembre 2007 sur NRJ 12

- John Stead (Ajeeb)
- John Springett (Le chef du village)
- Angela Martin (La mère)
- Kelly Fiddick (Para)

### Épisode 22:De l'enfer au paradis
- Canada : 24 mai 1998 sur Global
- France : 5 novembre 2007 sur NRJ 12

- Tony Caprari (Scratch)
- Gérard Rudolph (Comte Orlock)
- Laura Steed (Mala)